# サガの夢

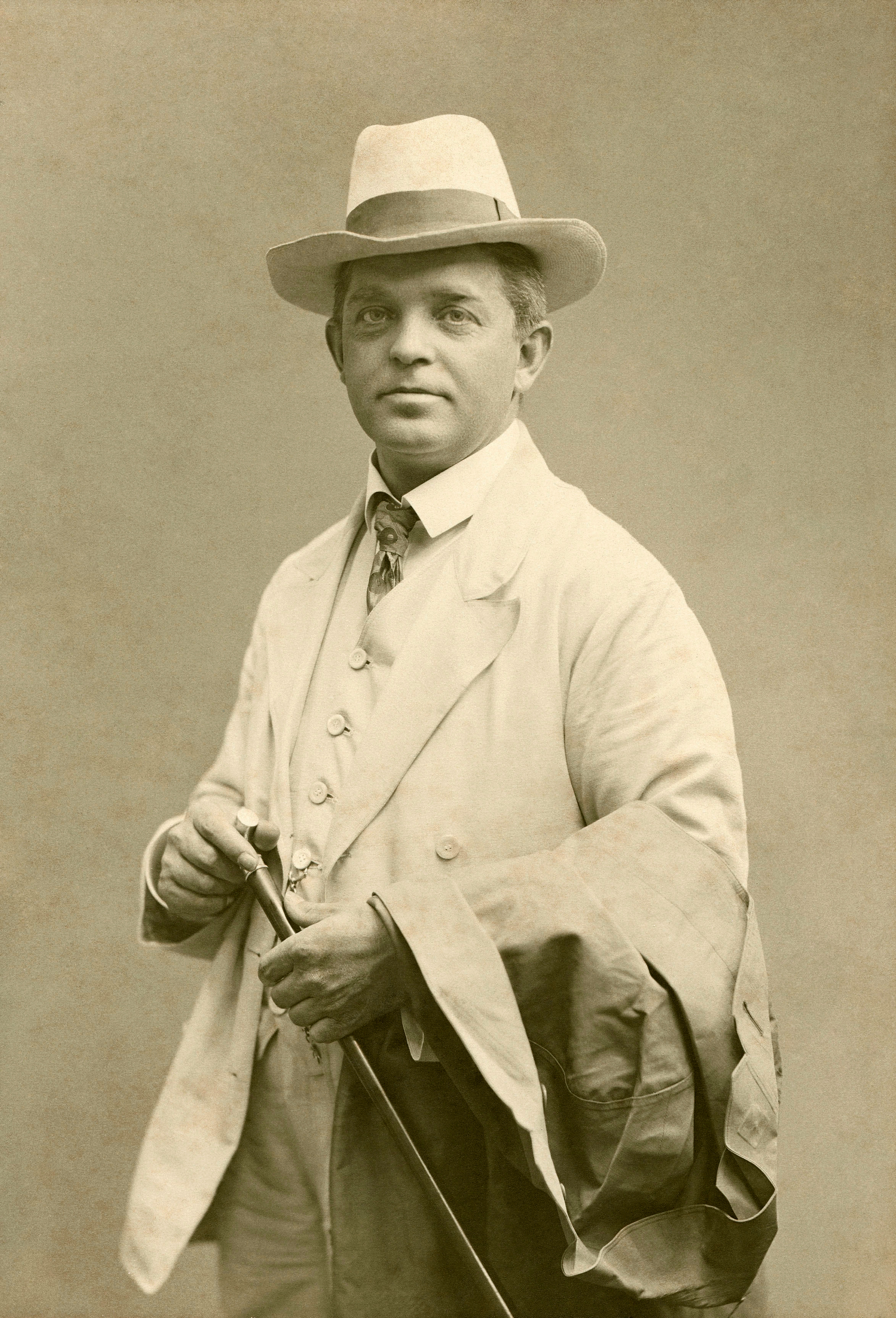
1908年頃のニールセン。

『サガの夢』（デンマーク語: Saga-Drøm） 作品39は、カール・ニールセンがアイスランドのサガの一つ『ニャールのサガ』に基づいて作曲した交響詩。『グンナルの夢』としても知られる。1908年4月6日にコペンハーゲンの音楽協会でニールセン自身の指揮により初演された。スウェーデンの作曲家ブロル・ベックマンに献呈された。

## 概要
1907年から1908年にかけての冬の間、ルズヴィ・ホルスタインの戯曲『トーヴェ』のための劇音楽に取り組む間、ニールセンは『ニャールのサガ』を題材とした管弦楽曲を作曲する構想を練り始めた。クラリネットとヴィオラによる導入主題の痕跡は『トーヴェ』でホルンにより奏されたものにまず見出されることになる。『トーヴェ』完成直後の1908年4月1日、ニールセンは本作の浄書に署名して承認するが、これは公演予定のわずか数日前のことだった 。
ニールセンが『ニャールのサガ』と作品のモットーである「今グンナルは夢見る;平穏の中で夢に遊ばせておけ」をN.M.ピーダスンの翻訳から学んだことに疑いの余地はない。サガの中では国外追放の判決を下されKolskegとヨートを伴って国から出て行く途中のグンナルが、あまりに疲れていたため歩みを止めるよう求め、荒れた眠りに落ちる様が描かれる。ヨートはグンナルを起こした方がよいのだろうかと問うが、Kolskegは「いや、夢に遊ばせてやれ」と応じる。夢の中でグンナルたちは複数のオオカミに襲われている。彼とKolskegは身を守れたがヨートは命を落としてしまう。2人はグンナルが悪夢にうなされていることをわかっていたが、Kolskegはそれでもなお邪魔をしてはならないのだと譲らなかった。

## 評価
1908年4月6日に音楽協会で行われた初演の評判はあまり好意的なものではなかった。『Dannebrog』は次のように言い切った。「それは全く音楽などではなく、音響といつ終わるとも知れないピアニッシモからフォルティッシモへの積み上げであった。」ヴィルヤム・ビーアントは『Illustreret Tidende』での論評を次のように締めくくっている。楽曲は「非常に刺激的な効果（略）」を有しているが、「均整が取れていないように見受けられる - 短すぎるし同時に長すぎでもある、つまるところ夢がそうであるかのように。」
しかし『Vort Land』に記されたローバト・ヘンレゲスの評はより前向きなものであった。「作品は夜にみる夢と同程度に空想家の白昼夢であり、それが作曲者の描きたかったことである。曲全体は生の現実（フガートの動き）と死後の世界への準備段階としての生（コラール）の衝突を提示している。曲の中央でカール・ニールセンは、頭の中を次から次に考えが急に移り変わった際に我々が捕らわれる混乱を決定的に描き出そうとした。彼はそれを行うにあたりフルート、オーボエ、クラリネットで始まりファゴット、ヴァイオリン、そして幾ばくかシンバルのトレモロが加わってくる非常に独創的なカデンツァを用意したのである。空気の良質な繊維を音の織物へと編み上げ、特徴ある人物が深みを求めようと空想することを表現するという、この才能ある作曲家の能力が『サガの夢』により今一度示された。いつでも容易にまっすぐな道筋を見出して聴き手の即座の理解に至るわけではないにもかかわらず、この音楽の内には見掛け倒しは何もない。しかしこの音楽は独自の厳粛な、鋭敏な言語を話しているのだから、捨て置かれてはならないのである。」

## 特徴
作品の半ば過ぎに自由なカデンツァが挿入されていることは普通ではなく、評論家の数名が本作を良しとしなかった理由も説明されよう。『Kristeligt Dagblad』紙は特に次のように言及している。「音楽用語では表現しがたい種類の間奏曲である、むしろ管弦楽がコンサートに向けて調律をしているかのような響きがした。」
『Politiken』紙で数年後に行われたインタビューの中で、ニールセンは自作についてやや詳細に語っている。「私自身はこの作品を非常に気に入っています。どんな時もほぼピアノで保たれ、音楽的には非常に急進的です。曲はHlidarendeのグンナルの夢を描いています。ニャールのサガのこの驚くべき人物は略奪に虐殺をはたらきますが、それでも良質なものでできており、時代に先んじていました。彼は人類にとってのより明るく、より良い未来の夢を見て、私は抑えた音によりその夢の中で危機に瀕した風変りな思想に声を与えようとしました。とりわけ、それぞれ並行して非常に自由に進んでいくオーボエ、クラリネット、ファゴット、フルートのためのカデンツァがあり、和声的繋がりもないですし私は拍子を指定していません。それらはまるでちょうど4つの思考の流れのようで、各々のやり方で進んでいき - 演奏ごとにランダムに異なって - 休止の箇所で出会うのです。まるで合流地点の水門に流れ込むかのように。」

## 楽器編成
フルート3、オーボエ2、クラリネット（B）2、ファゴット2、ホルン4、トランペット（F）3、テノールトロンボーン2、バストロンボーン、テューバ、ティンパニ、シンバル、グロッケンシュピール、弦五部。

## 演奏時間
約9分。

## 楽曲構成
低弦の支えに乗ってクラリネットとヴィオラが譜例1を奏する。
譜例１
トロンボーンが出すモチーフに続いてフルートとヴァイオリンが鋭いリズムを奏でる。やがて低弦からやや明るい素材が提示され、フガート風に声部を増やしながら展開していく（譜例2）。これにより夢の綾が演出される。
譜例2
譜例2のリズムが刻み続けられる中、トロンボーンがコラール風の旋律を歌う（譜例3）。しかし、これは形が定まりきる前に霧消してしまう。
譜例3
弦楽器がピッツィカートで揃うとテンポをウン・ポコ・ピウ・モッソとし、オーボエに新しい主題が歌われる。
譜例4
他の木管楽器も加わってしばし発展すると、勢いを減じてカデンツァとなる。カデンツァではまずフルートが譜例4を奏し、次にオーボエ、クラリネット、ファゴット、グロッケンシュピールが同じ主題で加わっていく。この部分には小節線が書かれておらず、各楽器には「入り」のタイミングだけが指示されている。最後の音にフェルマータが付されており、カデンツァは終了となる。その後はまず譜例3が再現され、譜例2が加わってきて盛り上がりを築く。譜例2のリズムを刻みながら静まっていき、最後は題名通り思慮深くもとらえどころなく弱音で曲を終える。